# Френско-пруска война
Френско-пруската или Френско-германската война, позната във Франция и като Войната от 1870 (19 юли 1870 – 10 май 1871), е последната от войните за обединение на Германия през 19 век. В нея едни срещу други са изправени Прусия, Баден, Вюртемберг, Бавария и още няколко германски държави от една страна, и Франция от друга. В хода на войната е създадена Германската империя (Вторият райх), начело с пруския крал Вилхелм I. Франция търпи поражение, в резултат на което настъпва промяна в конституционния ред на страната: Втората империя пада, а на нейно място се издига Третата република. Съгласно Франкфуртския мирен договор областта Елзас-Лотарингия е присъединена към Германия. Тяхното възвръщане е сред главните цели на Франция в Първата световна война.

## Причини за войната
Причините за Френско-пруската война се коренят в нарушаването на баланса на силите в Западна и Централна Европа, установен в края на Наполеоновите войни. Франция и Прусия са врагове в тези войни, завършили с френско поражение. След издигането на император Наполеон III във Франция (1852 г.) и на Ото фон Бисмарк като министър-председател на Прусия (1862 г.) се стига до нов сблъсък, тъй като усилията на Бисмарк да обедини Германия под пруско върховенство влизат в противоречие с френските стремежи за политическа хегемония на континента. След победоносни войни срещу Русия (1854 – 1856 г.) и Австрия (1859 г.) Наполеон III иска да присъедини към страната си Белгия, Люксембург и Рейнска област (някогашни владения на Наполеон I). Тези претенции остават неизпълнени, въпреки че осъществяването им е условие за френския неутралитет в Австро-пруската война от 1866 г.. В тази война Прусия нанася поражение на Австрия, а скоро след това създава Северногерманския съюз и сключва военнополитически договори с Бавария и други южногермански държави. Бисмарк търси повод за военен сблъсък с Франция, защото вижда в нея противник на окончателното обединение.
И Наполеон, и Бисмарк имат вътрешнополитически съображения. Френският император иска да затвърди авторитета си, подложен на критики от републиканците (като Жул Фавр) и разклатен силно след провала на френската интервенция в Мексико (1867 г.). От своя страна, пруският министър-председател трябва да затвърди властта на Прусия в земите, присъединени след победата над Австрия, и първенството ѝ сред останалите германски държави, които се противят на идеята за федерация.
Повод за френско-пруската война дава спорът за кралския престол в Испания, овакантен след детронирането на кралица Исабела II през 1868 г. Напрежението между двете страни ескалира след издаването на „Емската телеграма“, с която Бисмарк представя в преиначен и провокативен вид преговорите между пруския крал Вилхелм I и френския посланик по въпроса за испанското наследство. На 19 юли 1870 г. Франция обявява война само на Прусия, но останалите държави от Северногерманския съюз наред с Бавария, Баден и Вюртемберг застават на пруска страна.

## Сили на воюващите

### Френска армия
След изненадващата пруска победа над Австрия през 1866 г. френският военен министър маршал Адолф Ниел започва програма за подобряване на боеспособността на армията. Той решава да прекрати изплащането на допълнителни възнаграждения на уволняваните войници, но резултатите са лоши – голям брой ветерани напускат армията и много запасняци (един на всеки четирима) предпочитат да плащат откуп, вместо да служат. Военният закон от 1868 г., създаден от маршал Ниел и базиран на пруската организация, увеличава срока на военната повинност от 7 на 9 години. Законът обаче е обезсилен от долната камара на френския парламент, която отпуска твърде малко пари за Гард Мобил (Подвижна гвардия). Първоначалният замисъл за тези части е да се състоят от всички мъже, успели по един или друг начин да избегнат редовната служба. За тях се утвърждават няколко закона, с които драстично се ограничава обучението на тези единици. Забранено е преместването на гвардейските части извън родните им райони, като същевременно са освободени от задължението да стоят в казармата по време на подготовката. Всички тези ограничения са приети от мнозинството в парламента, което се страхува, че гвардията ще се превърне в инструмент за засилване на властта на императора.
През юли 1870 г. френската армия разполага с 492 585 редовни войници. Някои от тях са ветерани от Кримската война и Френско-австрийската война от 1859 г., интервенцията в Мексико и кампанията в Алжир. Според маршал Едмон Льо Бьоф (наследил Ниел начело на военното министерство) 300 000 души трябва да бъдат в бойна готовност за три седмици. При пълна мобилизация тази бройка трябва да се увеличи до 662 000 редовни войници и още 417 366 от по-слабо организираната и обучена Гард Мобил.
Армията е формално водена от Наполеон III. Първоначално за координатори, командващи армиите на фронта, са избрани маршалите Базен, Мак-Махон и Канробер. Те, както и редица други техни подчинени, са си извоювали добра репутация във войните през 1850-те и 1860-те години.
Военният министър Льо Бьоф заявява, че френската армия е готова за война „до последното копче на гетите“. Въпреки набързо предприетите реформи, френската армия продължава да страда от липса на адекватна администрация и на ясно и последователно планиране. В резултат на това в началото на конфликта голяма част от френските съединения не са в пълен състав. Много от запасняците живеят ден за ден по железопътните депа, докато се опитват да открият полковете, към които принадлежат. През цялата война придвижването на френските части е лошо ръководено. Освен че има недостиг на продоволствие и снаряжение, голяма част от медицинските материали остават в Дома на инвалидите в Париж поради неуреден транспорт.
Въоръжение
След получаването на сведения за ефективността на пруските пушки със задно зареждане, през 1866 г. французите набързо оборудват своята пехота с пушки „Шаспо“, които са едни от най-модерните по онова време серийно произвеждани огнестрелни оръжия. С гумен пръстен за уплътнение и по-малък куршум, „Шаспо“ има далекобойност от 1463 метра (1600 ярда) и голяма скорострелност.
Допълнително армията е оборудвана с предшественика на картечницата – митральозата. Производството ѝ започва тайно през 1866 година. Има 25 цеви, задействани ръчно с колянов вал, скорострелност от 150 изстрела в минута и далекобойност от около 1820 метра (2000 ярда). Въпреки своето революционно устройство и огромен потенциал, митральозата се оказва неефикасна поради неподготвеността за боравене с нея и трудното разгръщане в плътната формация на армията, а точността ѝ при стрелба на голямо разстояние е много ниска.
Артилерията не получава ново оборудване, тъй като френското народно събрание не одобрява отпускането на средства. На въоръжение са три основни единици: оръдия с четирипаундови (почти 2 кг) и дванадесетпаундови (почти 5,5 кг) снаряди, и картечи. Оръдията с четирипаундови снаряди са зареждани отпред и имат далекобойност от 1189 метра за близък обстрел и 2286 метра за далечен, а тези с дванадесетпаундови снаряди също се зареждат отпред, но са предназначени за по-тежки поражения. На Световното изложение в Париж от 1867 г. френските поданици са поканени в Париж да разгледат големите артилерийски оръдия, създадени от Круп и използвани от пруските сили. Французите съвсем забравят за мощта на тези масивни оръдия, считайки ги за прекалено големи и скъпи, за да са ефективни и употребими. Както казва Виктор Юго: „Огромните стоманени гюлета, всяко от които струва хиляда франка, изстрелвани от титанските пруски оръдия, изковани от гигантския чук на Круп, който тежи сто хиляди паунда и струва три милиона франка, са точно толкова ефективни срещу прогреса, колкото сапунените балони, излизащи от края на тръба, през която духа малко дете.“ В началото на 1866 г. френски оръжейни експерти присъстват на демонстрация в Белгия, където наблюдават превъзходството на артилерията на Круп. Въпреки положителните оценки за артилерийските оръдия, маршал Льо Бьоф не обръща внимание на това. След войната се разкрива, че той и неговите съратници се опитват да защитят интересите на френската фирма „Шнайдер“, като не купуват оръжие от конкурентите ѝ.

### Пруска армия
Благодарение на усилената работа на пруския военен министър Албрехт фон Роон и крал Вилхелм I, от 1859 г. насетне цялата военна организация на Прусия претърпява реформи. За разлика от Франция, където либералите в парламента спъват военните преобразувания, пруският ландтаг е безсилен срещу решението на министър-председателя Бисмарк от есента на 1862 г. да управлява без бюджет. Пруският военен състав е обновен от войници на задължителна военна служба и запасняци. Военната служба става де факто задължителна за всички мъже, които са годни за нея, и така Прусия и нейните германски съюзници могат да мобилизират и изпратят на фронта 1,2 милиона войници по време на война. Прусия има решаващо предимство поради възможността си бързо да придвижва войници, боеприпаси и артилерия, като по този начин успява да избегне логистичните проблеми, които тормозят французите.
Главнокомандващ на пруската армия е крал Вилхелм I, който води със себе си хора от военния кабинет, Бисмарк, Роон и други военни стратези и експерти като Аугуст Кайм. Офицери от аристокрацията като кронпринц Фридрих командват по-големите части. На практика всички операции са водени от фелдмаршал Хелмут фон Молтке, който е началник на единствения тогава в Европа генерален щаб. Основна дейност на генщаба е да ръководи маневрите, да организира логистиката и комуникациите и да разработва цялостната военна стратегия. Офицерите в него са назначени след строги процедури за подбор и обучение и имат подобни функции във всички големи щабове. Началникът на генщаба е важна фигура в пруската армия, тъй като от него се очаква да поддържа връзката и да засили доверието между военнослужещите с по-висши и по-нисши чинове.
Въоръжение
Войската все още е въоръжена с иглената пушка „Дрейзе“, която се прочува по време на битката при Садова. Оказва се обаче, че всъщност тя е по-ниско ефективна от френската пушка „Шаспо“. Далекобойността на иглената пушка отстъпва сериозно на френското оръжие, което означава, че пруската армия ще трябва да се придвижва под канонада от изстрели преди да застане на позиция, от която би могла да застраши врага. Фелдмаршал Молтке вероятно не се ангажира с модернизирането на пушките „Дрейзе“, поради техния голям успех срещу австрийците. Недостатъците на пушката на пруската армия са компенсирани от оръдията на Круп, зареждащи със задно зареждане. В сравнение с френските оръдия зареждащи се отпред, оръдието на Круп има по-голяма далекобойност, стреля по-бързо и е много по-точно.

## Френско нашествие

### Подготовка за офанзива
На 28 юли 1870 г. Наполеон III напуска Париж, отправя се към Мец и поема командването на новосформираната Рейнска армия, която се състои от 202 448 души и се очаква да нарасне с напредването на мобилизацията. Маршал Мак Махон поема командването на I корпус (четири пехотни дивизии) в близост до Висамбур (на немски: Вайсенбург), маршал Канробер заема с VI корпус (четири пехотни дивизии) позиции в Шалон сюр Марн (Северна Франция) като резерв и като защита срещу пруско нападение през Белгия.
Първоначалният план за военните действия е изготвен от маршал Адолф Ниел. Той предвижда силна френска офанзива от Тионвил към Трир. Този план е отхвърлен в полза на защитния план на генерал Шарл Огюст Фросар и Бартелеми Льобрюн. Според него Рейнската армия трябва да остане в защитна позиция в близост до германската граница и да отблъсква всички пруски офанзиви. Ако Австро-Унгария, Бавария, Вюртемберг и Баден се обединят срещу Прусия, за да си отмъстят за поражението от 1866 г., I корпус ще атакува Бавария и ще „освободи“ Южна Германия, заедно с австро-унгарските сили. VI корпус ще подпомага всяка армия, нуждаеща се от свежи сили.
Противно на очакванията на генерал Фросар, пруската армия е бързо мобилизирана. Австро-унгарците, все още носещи спомена от своето поражение срещу Прусия, претеглят внимателно възможностите, преди да заявят, че ще подпомогнат Франция, само ако тя бъде подкрепена и от южните германски държави. Това не става, тъй като тези държави застават на страната на Прусия и мобилизират своите армии срещу Франция.

### Окупация на Саарбрюкен
Наполеон III е изправен пред дилемата дали да нареди започване на офанзивата, преди да е приключила мобилизацията на войските на Молтке и те да се придвижат до Франция. Разузнаването, направено от генерал Фросар, установява, че само пруската 16-а пехотна дивизия охранява граничния град Саарбрюкен, точно пред цялата Рейнска армия. Поради това на 31 юли армията се отправя към река Саар, за да превземе Саарбрюкен.
II корпус на генерал Фросар, и III корпус, под командването на маршал Базен, прекосяват германската граница на 2 август и започват да изтласкват пруския 40-и полк от 16-а пехотна дивизия чрез серия от директни атаки. В тези схватки френската пушка „Шаспо“ доказва превъзходството си над пруското стрелково оръжие. Въпреки това пруските сили се съпротивляват умело. Французите имат 86 убити, а прусаците – 83. Саарбрюкен също се оказва много труден за превземане. Само една железопътна линия води към вътрешността на Германия и тя лесно може да се защитава от едно съединение, а река Саар е допълнителна преграда. Докато французите напредват към Рейнската област, Наполеон III и генерал Льо Бьоф получават обезпокоителни сведения за струпване на пруски и баварски армии от югозапад, север и североизток.
Молтке събира на запад от Рейн три армии с обща численост над 300 000 души. Срещу Саарлуис застава Първа пруска армия, състояща се от 50 000 души и командвана от генерал Карл фон Щайнмец. Втора пруска армия се разполага срещу линията Форбах – Шпихерен, състои се от 134 000 души и е под командването на принц Фридрих Карл. А Трета пруска армия, състояща се от 125 000 души, под командването на престолонаследника Фридрих Вилхелм, е съсредоточена срещу Висамбур.

### Френски и пруски военноморски действия
В началото на войната френският военноморски флот трябва да блокира германските пристанища на Северно море, но не успява да се справи с тази задача. В операцията се включват само част от 470-те бойни кораба. Действията на флота са възпрепятствани още от недостига на въглища и от разногласия между френските командири. Опитът за блокиране на базата във Вилхелмсхафен е неуспешен. Балтийските германски пристанища също остават свободни. С влошаване на климатичните условия в Северно море през септември, френските кораби са принудени да се приберат в базите си в Ламанша и остават там до края на войната.
Неосъществен остава замисълът на френското командване за морски десант в Северна Германия, с който да бъде отвлечено германското внимание от Елзас-Лотарингия и да се насърчи Дания да се включи във войната на френска страна. Идеята е изоставена заради силните крайбрежни укрепления и артилерия на германците и недостатъчното въоръжение на френските кораби. Френските морски пехотинци са изпратени на фронта в Североизточна Франция.

## Настъпление на пруската армия

### Битката при Висамбур
Основна статия: Битка при Висамбур
След като научават от заловени пруски войници и местната полиция, че Втора пруска армия е само на 40 километра от Саарбрюкен, в близост до града Висамбур, генерал Льо Бьоф и Наполеон III решават да отстъпят в защитна позиция. Генерал Фросар, без да бъде инструктиран, прибързано оттегля части от армия „Рейн“ край Саарбюкен, обратно в Шпихерен и Форбах.
Маршал Мак Махон, намиращ се в този момент в най-голяма близост до Висенбург, оставя своите четири дивизии да се разпръснат на 32 километра разстояние една от друга, за да могат да реагират на всеки опит за пруска инвазия. Организацията на силите е такава поради липса на продоволствия, което кара всяка дивизия да си търси сама основните провизии, заедно с интендантите, които би трябвало да осигуряват продоволствието. Това, което влошава нещата е изпълняването на службата от страна на генерал Огюст-Александр Дюкро, командир на първата дивизия на Мак Махон. На 1 август той съобщава на генерал Абел Доуай, командир на втората дивизия, че „Информацията, която получих, ме кара да предположа, че врагът няма никакви значителни сили близо до постовете и няма никакво желание за офанзива.“ Два дни след това той казва на Мак Махон, че не е открил „дори и един вражески пост [...] според мен, че заплахата от баварците е просто блъф“. Въпреки че Дюкро отхвърля възможността за атака от страна на германците, Мак Махон все още се опитва да предупреди другите части от армията си, но без успех.
Първата мащабна битка от Френско-пруската война се състои на 4 август 1870 г. Тя се води между самостоятелната дивизия на генерал Доуай от I корпус, допълнен с кавалерия, която е поставена, за да наблюдава границата, но зле координирана с останалите части, и германската Трета армия. Части от един баварски и два пруски корпуса са въвлечени в битката и подпомогнати от пруска артилерия, която пробива огромни дупки в защитата на града. Доуай държи много силни позиции, основно благодарение на точността и голямата далекобойност на пушките „Шаспо“, но войската му образува прекалено тънка фронтова линия, за да издържи. Доуай е убит още рано сутринта, когато мина от дивизионна батарея с картечници избухва близо до него. Обграждането на града от врага излага цялата дивизия на смъртна опасност.
Битката в самия град става прекомерно интензивна и напрегната. Тя се превръща в битка за оцеляване. Въпреки безспирните атаки от страна на пруската пехота, войниците от Втора дивизия удържат своите позиции. Не бранителите, а жителите на града Висенбург се предават на германците, отказвайки да помогнат собствените си войници, мислейки, че всичко вече е загубено. Тези, които не се предават, се оттеглят на запад, оставяйки зад себе си 1000 заловени мъже заедно с всичките останали амуниции.

### Битката при Шпихерен
Основна статия: Битка при Шпихерен
Битката при Шпихерен, на 5 август, е втората от трите критични френски загуби. Първоначално Молтке планира да задържи армията на Базен при река Саар, като има възможност да я нападне с втора армия фронтално и с първа – откъм левия фланг, докато трета армия се приближава в гръб. Сравнително възрастният по това време генерал Карл фон Щайнмец прави неочакван и непланиран ход, повеждайки първата армия на юг от позицията ѝ на Мозел. Той се придвижва директно към град Шпихерен (на френски: Спишеран), като през това време отрязва принц Фридрих Карл от неговите кавалерийски единици.
От страна на французите, след като са разбити при Висенбург, планирането се оказва основно и решаващо. Генерал Льо Бьоф, разгневен, решава да отиде при река Саар, за да преброи своите загуби. Оказва се, че продоволствието е недостатъчно и преминаването на Саар е невъзможно. Поради това френските армии трябва да заемат защитни позиции и да се защитават срещу атака от всяка възможна страна, но така армиите не могат да се поддържат взаимно.
Докато френската армия, под командването на генерал Мак Махон, влиза в битка с трета германска армия при Вьорт, първа германска армия, ръководена от Щайнмец, завършва нахлуването си на запад от Саарбрюкен. Патрул от втора германска армия, командвана от принц Фридрих Карл, забелязва изстрели в близост до армията на Фросар на далечно плато на юг от Шпихерен. Патрулът взима това като знак за отстъпление на Фросар. Отново пренебрегвайки плана на Молтке, и двете германски армии атакуват армията на Фросар, която се укрепява между Шпихерен и Форбах.
Французите нямат представа за своето числено превъзходство в началото на битката, докато цялата германска втора армия атакува изведнъж. Фросар не приема германските атаки сериозно и не търси допълнителна помощ от други части. Когато разбира срещу каква сила се е изправил, вече е прекалено късно. Нарушените комуникации между Фросар и резервите, командвани от Базен, се влошават до такава степен, че когато запасняците получават заповеди да се придвижат към Шпихерен, германски войници от първа и втора армия вече атакуват височините. Запасняците не пристигат и Фросар погрешно решава, че го дебне смъртна опасност при евентуално обхождане по фланга, когато германски войници, командвани от генерал фон Глуме биват забелязани при Форбах. Вместо да продължи да защитава височините, Фросар се оттегля на юг. Германските загуби естествено са сравнително големи поради ефективността на френската пушка „Шаспо“. Германските войници се учудват, когато на сутринта виждат, че усилията им не са били напразни – Фросар изоставя позицията си на височините.

### Битка при Вьорт
Основна статия: Битка при Вьорт
Двете армии се сблъскват отново само след два дни (6 август 1870) при Вьорт и Фрьошвилер, на по-малко от 16 км от Висамбур. Трета германска армия е усилена с подкрепления, което увеличава силата ѝ до 140 000 души. Подкрепления идват и във френската армия, но те са сравнително малко и тя наброява едва 35 000 души. Въпреки че са значително превъзхождани по численост, французите защитават своите позиции край Фрьошвилер. До следобеда и двете страни претърпяват загуби, наброяващи около 10 000 души. Френската армия е прекалено слаба, за да продължи съпротивата. Германските сили завземат град Фрьошвилър, който се намира на върха на хълм, разположен в центъра на френската фронтова линия. Загубвайки всяка възможност за победа и заплашени от масово клане, французите се оттеглят на запад, надявайки се да се съединят с други френски сили отвъд Вогезите. Трета германска армия не последва оттеглящите се френски сили. Тя остава в Елзас и придвижвайки се бавно на юг, атакува и унищожава френските защитни гарнизони в околността.
Битката при Вьорт е първата голяма битка от Френско-пруската война, с повече от 100 000 души на бойното поле. Това също е един от първите сблъсъци, където войници от различни германски държави (Прусия, Баден, Бавария, Саксония и др.) се бият заедно. Тези факти карат някои историци да наричат бойното поле при Вьорт „люлката на Германия“. Това, естествено, не е постигнато без загуби – Прусия дава над 10 500 ранени и убити. Французите имат 20 200 ранени, убити и военнопленници.

### Битка при Марс ла Тур
Основна статия: Битка при Марс ла Тур
Следвани плътно от пруската армия, 130 000 френски войници се затварят в крепостта на Мец, след вече известните няколко поражения на фронта. Техният опит да напуснат Мец, за да се свържат с френските сили при Шалон, е разкрит от пруски кавалерийски патрул, командван от майор Оскар фон Блументал. На 16 август, четири дни след тяхното отстъпление, постоянните пруски сили, състоящи се от група от 30 000 души от III корпус (от Втората армия), ръководени от генерал Константин фон Алвенслебен, откриват френската армия в близост до Вионвил, източно от Марс ла Тур. Французите са значително по-многобройни от прусаците.
Въпреки че съотношението на силите е четири към едно, III корпус предприема рискована атака. Французите са разгромени и корпусът завзема Вионвил, блокирайки всякакви евентуални опити за бягство на запад. Французите в крепостта на Мец нямат друг избор освен да влязат в битка, която представлява последният голям кавалерийски сблъсък в Западна Европа.
Скоро битката избухва, а III корпус понася големи загуби от засилващата се кавалерийска атака – губи повече от половината си войници. През това време французите също понасят загуби, достигащи 16 000 войници, но все още удържат своето числено превъзходство.
На 16 август французите имат възможност да пробият основната пруска защита и да избягат. Два пруски корпуса атакуват френските настъпващи сили, смятайки, че те са оттеглящите се части от френската армия от Мойз. Въпреки грешката им, двата пруски корпуса задържат френската армия през целия ден. Въпреки численото превъзходство на противника в съотношение 4 към 1, прусаците надвиват разколебаните французи.

### Битка при Гравлот
Основна статия: Битка при Гравлот
Битката при Гравлот се води между германски и френски войски на 18 август 1870 г. по време на Френско-пруската война. След безуспешни боеве в Североизточна Франция в средата на август френският маршал Базен е принуден да оттегли армията си (160 000 души с 520 оръдия) към крепостта Мец, преследван от 1-ва и 2-ра пруска армия под номиналното командване на крал Вилхелм I (фактически командир е генерал Хелмут фон Молтке). На 18 август Базен заема позиции на линията Гравлот – Сен Прива западно от Мец. Атакуват го двете пруски армии, наброяващи 200 000 бойци със 730 оръдия. 1-ва пруска армия е принудена от френските защитници да отстъпи в безредие при Гравлот, но 2-ра армия успява, макар и с тежки загуби, да накара десния фланг на французите при Сен Прива да отстъпи. Принос за това има саксонският XII корпус, който обхожда френските позиции. Базен се отказва да контраатакува, за да си върне изгубените позиции, и с настъпването на нощта се оттегля в Мец, където е обсаден и принуден да се предаде заедно с армията си в края на октомври.
В битката при Гравлот немците губят 20 000 души. Около 13 000 французи са убити, ранени или безследно изчезнали, а други 5000 са пленени. Значителните загуби на прусаците се дължат на безогледните фронтални нападения в плътен строй, удобен за прицел от френските укрепления. Друга причина е превъзходството на френското стрелково оръжие. Пушките „Шаспо“ имат от три до четири пъти по-голяма далекобойност от пруските „Драйзе“, а ефектът от първите картечници – митральозите (на френски: mitrailleuse), е унищожителен. Победата на пруските войски и техните германски съюзници се отдава на пасивността на Базен и на надмощието на пруската артилерия, снабдена с оръдията „Круп“.

### Битка при Седан
Основна статия: Битка при Седан
Наполеон III, заедно с фелдмаршал Мак Махон, сформират нова френска армия на Шалон, с цел да се отправят към Мец и да спасят Базен. Наполеон III лично ръководи армията, а Мак Махон го подпомага. Така те повеждат френската военна сила в марш по посока на североизток към белгийската граница, за да не се засекат с прусаците преди да атакуват на юг, за да се свържат с Базен.
Прусаците, под командването на фелдмаршал граф Хелмут фон Молтке, използват превъзходството, която тази некомпетентна маневра им дава, за да хванат французите натясно. Оставяйки пруската 1-ва и 2-ра армия, която продължава обсадата на Мец, Молтке формира Армията на Мойзе, командвана от кронпринца на Саксония като откъсва три корпуса от тях и повежда тази армия и пруската 3-та армия на север, където те се срещнат с французите на 30 август. По време на тежката битка французите губят 5000 души и 40 оръдия и се оттеглят към Седан. След навлизането си в града, армията на Шалон е моментално изолирана от настъпващите пруски армии. Наполеон III нарежда на своите войски да пробият обсадата, която се е образувала около тях, и то моментално. Фелдмаршал Мак Махон е ранен на предния ден и затова генерал Огюст Дюкро поема командването на френските армии на бойното поле.
На 1 септември 1870 битката започва, когато армията на Шалон с 202 пехотни батальона, 80 кавалерийски ескадрона и 564 оръдия атакува обкръжаващата ги 3-та пруска армия и армията на Мойзе (общо били 222 пехотни батальона, 186 кавалерийски ескадрона и 774 оръдия). Генерал Де Вимпфен, командващ френския 5-и резервен корпус, се надява да изпрати комбинирана пехотна и кавалерийска атака срещу пруския 11-и корпус. Но в 11 часа пруската артилерия започват мощни атаки, докато още пруски сили пристигат на бойното поле.
Френската кавалерия, командвана от генерал Маргьорит, отчаяно се хвърля три пъти в атака върху близкото село Флоинг, където пруския 11-и корпус се е разположил. Самият Маргьорит е убит, водейки първата атака. Останалите две допълнителни атаки не довеждат до нищо друго освен тежки загуби.
До края на деня, без надежда за някакъв успех или бягство, Наполеон III нарежда да се спрат атаките. Французите изгубват около 17 000 души, които са ранени или убити, а 21 000 са заловени. Прусаците от своя страна съобщават за 2320 убити, 5980 ранени и 700 заловени или изчезнали войници (общо 9000).
На следващия ден, 2 септември, Наполеон III се предава и е взет за затворник заедно с още 83 000 от войниците му. Това е невъобразимо голяма победа за прусаците, защото те не само заловят цялата френска армия, но и лидера ѝ заедно с нея. Загубата в битката при Седан решава края на войната. Френската армия, която се намира в Мец, в този момент е обсадена и обездвижена. Няма други френски сили, които да попречат на германската инвазия във Франция. Войната, въпреки всичко, продължава да се води още пет месеца.

### Обсада на Мец
Основна статия: Обсада на Мец
Със загубата на армия „Рейн“ на маршал Базен при битката при Гравлот, французите са принудени да се оттеглят в Мец, където са обсадени от Първа и Втора пруска армия (общо 150-хиляди души). Обсадата на Мец трае от 3 септември до 27 октомври 1870 г. След като идващата на помощ армия на Мак Махон е разбита в битката при Седан, Базен е принуден да се предаде, а заедно с него се предават и 180 000 войници. След края на войната Франсоа Аший Базен бива признат за виновен за измяна и осъден. Впоследствие той успява да избяга от затвора.

## Правителство на националната отбрана
Когато новините за залавянето на император Наполеон III достигат до Париж, Втората френска империя е свалена чрез безкръвен и успешен държавен преврат, който генерал Трошю, Жул Фавр и Леон Гамбета извършват на 4 септември в столицата. Те премахват втората монархия на Бонапарт и провъзгласяват република, водена от Правителство на националната отбрана (съставено от 11 парижки депутати), което от своя страна довежда до Третата република. Наполеон III е отведен в Германия, а след това освободен. Той отива в изгнание в Обединеното кралство и умира през 1873 г.
След германската победа при Седан повечето от френските сили са извън строя: една армия е обездвижена и обсадена в Мец, а армията на самия император се предава на прусаците. При тези обстоятелства германците се надяват на примирие, което би довело до официален край на военните действия и до мир. Пруският министър-председател Ото фон Бисмарк се радва на тази възможност, защото иска край на войната възможно най-скоро. При една държава с толкова съседи като Прусия, продължителната война би довела до растящ риск за нашествие от друга страна, а фон Бисмарк е решен да ограничи този риск.
Първоначално вероятността за сключване на мир изглежда значителна. Германците смятат, че новото правителство на Франция не би се интересувало от продължаването на война, която е започната от монарха, бързо сменен от тях. Надявайки се да постигне мир, пруският министър-председател Ото фон Бисмарк кани новото френско правителство на преговори във Фериер и представя списък с условия, включително минимални териториални изисквания за Елзас.

### Примирие, отхвърляне на примирието и продължаване на военните действия
Докато републиканското правителство е податливо на репарационни плащания или предаване на колониални територии в Африка или Южна Америка на Прусия, Жул Фавр от името на Правителството на националната отбрана обявява на 6 септември, че Франция няма да „даде нито инч от своята територия, нито камък от своите крепости“. След това републиката подновява военните действия, събира нови попълнения в армията от всички части на страната и се залавя да изгони вражеските сили от Франция.
При тези обстоятелства германците трябва да продължат войната, но не могат да притиснат някоя военна позиция в тяхна близост. По-голямата част от останалите френски сили се намират в близост до Париж и германските водачи решават да окажат натиск върху противника, атакувайки столицата. През октомври германски сили достигат покрайнините на Париж, един добре защитен от крепости град. Германците започват обсада. През това време обсадата на Мец все още продължава.
В началото, когато се разразява войната, мнението на европейската общност е в подкрепа на германците. Например много италианци се опитват да се запишат като доброволци в пруското посолство във Флоренция, а пруски дипломат посещава Джузепе Гарибалди в Капрера. Настояването на Бисмарк за връщане на Елзас на Прусия води до голяма промяна на общественото мнение в Италия. Пример за тази промяна е реакцията на Гарибалди, скоро след революцията в Париж, който съобщава на генуезкия „Мовименто“ на 7 септември 1870: „Вчера Ви казах: война до смъртта на Бонапарт. Днес Ви казвам: спасете Френската република с всички средства.“. Впоследствие Гарибалди заминава за Франция, където поема командването на армия „Вогези“ (в която заедно воюват французи, италианци и поляци) – армия от доброволци, останала непобедена от германците до края на войната.

### Обсадата на Париж
Основна статия: Обсада на Париж (1870-1871)
Обсадата на Париж (19 септември 1870 – 28 януари 1871) носи последната загуба на френската армия през Френско-пруската война. На 18 януари е обявено създаването на Германската империя.
Сблъсквайки се с германската блокада на Париж, новото френско правителство свиква няколко големи армии във френските провинции. Тези нови армии трябва да потеглят към Париж и да атакуват германските сили от различни страни, по едно и също време. В допълнение, въоръжени френски граждани образуват бунтовнически отряди, които трябва да атакуват германските снабдителни линии.
Отзвук на тези развития във френската армия се усеща и в германската общност, която желае града да бъде бомбардиран. Генерал Леонхард граф на Блументал, който командва обсадата, се противопоставя на бомбардировки на населени места. Той бива подкрепен и от по-старши военни лица като кронпринца и Молтке. Те всички са женени за англичанки и като резултат от това са обвинени, че са под влияние на английския либерализъм.

### Кампанията Лоара
В ролята на пратеник на френското правителство, Леон Гамбета минава над германските линии във въздушен балон и организира вербуването на нови френски армии.
Новината за германския план „за унищожение“ разгневява силно французите и засилва подкрепата към правителството. До няколко седмици са сформирани пет нови армии, наброяващи повече от 500 000 души.
Германците отбелязват това и изпращат част от своите сили във френските провинции, за да намерят, атакуват и разпръснат новите френски армии, преди те да се превърнат в заплаха за блокадата на Париж или за нещо друго. Германците не са подготвени за окупация на цяла Франция. Това разтяга техните линии и ги прави уязвими.
На 10 октомври избухва сражение между германските и френски републикански сили в близост до Орлеан. В началото германците побеждават, но французите биват подсилени и надвиват противниците си при Кулмие на 9 ноември. Но след предаването на Мец повече от 100 000 добре обучени и с опит в битки германски войници се присъединяват към Южната армия. С тези подкрепления французите са принудени да изоставят Орлеан на 4 декември, за да понесат поражение в близост до Льо Ман (между 10 и 12 януари).
Втора френска армия, която се намира на север от Париж, се връща обратно в близост до Амиен (27 ноември 1870), Бапом (3 януари 1871) и Сен Кантен (19 януари).

### Северната кампания
След загубите на армия „Лоара“, Гамбета се обръща към Северната армия на генерал Федерб. Тази армия е постигнала няколко малки победи в градове като Хам, Ла Алю и Амиен и е добре пазена от линия от крепости в Северна Франция, което им позволява да правят бързи атаки срещу изолирани пруски единици, а след това да се връщат зад линията от крепости. Въпреки достъпа на армиите до военните фабрики на Лил, Северната армия страда от трудности при доставките на провизии. През януари 1871 г. Гамбета принуждава Федерб да настъпи със своята армия извън линията от крепости и да влезе в битка с прусаците. Армията вече е значително отслабена поради проблеми с продоволствието, ужасното зимно време и зле обучените войници. Самият генерал Федерб не успява да води директно битката поради здравословни проблеми след десетилетия служба в Южна Африка. В битката при Сен Кантен, Северната армия понася пагубна загуба и е разпръсната, освобождавайки хиляди пруски войници, готови да се преместят на изток.

### Източната кампания
След унищожението на френската армия „Лоара“, остатъци от тази армия се събират в Източна Франция, за да образуват Източната армия, командвана от генерал Шарл Бурбаки. В последен опит да отрежат линията за доставка на продоволствие на германските сили в Североизточна Франция, армията настъпва на север, за да свали пруската обсада над Белфорт и да освободи обсадените френски защитници.
В битката при Лизен, хората на Бурбаки не успяват да пробият германските линии, командвани от генерал Аугуст фон Вердер. Начело на германската южна армия, генерал фон Мантойфел изтласква армията на Бурбаки в планините близо до швейцарската граница. Пред заплахата от пълно унищожение, последната френска армия пресича границата с неутрална Швейцария, където бива обезоръжена и интернирана в близост до Понтарлие на 1 февруари.

### Примирие
На 28 януари 1871 г. Правителството на националната отбрана, намиращо се в Париж, се споразумява за примирие с прусаците. Париж гладува, армията на Гамбета търпи загуби. При тези обстоятелства френският министър Жул Фавр отива във Версай на 24 януари, за да обсъди условията за мир с Бисмарк.
Ото фон Бисмарк се съгласява да спре обсадата и да позволи на конвои с храна да влязат моментално в Париж (включително и влакове с германски провизии), но при условие, че правителството предаде няколко ключови крепости на прусаците извън столицата. Без тези крепости френската армия не би могла да защитава Париж. Въпреки че общественото мнение в столицата е абсолютно против всякакъв вид предаване или преотстъпване на територии на Прусия, правителството разбира, че не може да предпазва града още дълго, а провинциалните армии на Гамбета вероятно никога няма да пробият обсадата. Президентът Жул Трошю, подал оставката си на 25 януари, е заменен от Жул Фавр, който подписва капитулацията два дни по-късно във Версай. Примирието влиза в сила в полунощ. Няколко източника сочат, че в своята карета, на път за Париж, Фавр се разплаква и се срива в ръцете на дъщеря си, когато в полунощ оръдията около Париж замлъкват.
На 30 януари в Тур Гамбета получава вестта от Париж, че правителството е капитулирало. Разгневен, той отказва да се предаде и нарежда моментална атака на германските позиции в Орлеан, която, каквито са и всички очаквания, се проваля. Делегация от пруски дипломати пристигат в Тур чрез влак на 5 февруари, за да преговарят с Гамбета, а на следващия ден той отстъпва и предава контрола на провинциалните армии на Правителството на националната отбрана, което веднага нарежда да се спрат военните действия във Франция.
Краят на Френско-пруската война е поставен с подписването на 10 май на Франкфуртския мирен договор.

## Резултат от войната

### Пруска реакция и оттегляне
Пруската армия прави кратък победоносен парад в Париж на 17 февруари, а Бисмарк почита примирието като изпраща влакове, натоварени с хранителни запаси в Париж и оттегля пруските сили на изток от града. Официалното оттегляне от Франция се предвижда да се състои след съгласието за изплащането на 5 милиарда франка военно обезщетение. В същото време пруските сили, оттеглящи се от Франция, се събират в областите Елзас и Горна Лотарингия. Получава се масово изселване от Париж, когато около 200 000 души, най-вече от средната класа, напускат града и покрайнините. До Париж бързо достигат безплатна храна и гориво от Великобритания и след това животът в града се връща обратно към нормалния си ритъм.

### Френска реакция към поражението
Вижте също: Парижка комуна
След националните избори се сформира правителство, което заедно с президента Адолф Тиер се установява във Версай от страх, че политическият климат в Париж е прекалено опасен. Новото правителство, съставено основно от консервативни провинциални политици от средната класа, приема редица нови закони, които разгневяват сериозно населението на Париж. Такъв е спорният Закон за матуритетите от март 1871 г., който слага край на военновременния мораториум над изплащанията на заемите и постановява, че всички дългове с изтекъл през последните седем месеца падеж трябва незабавно да бъдат платени, изцяло и с лихвите. Париж е натоварен със сравнително голям дял от обезщетенията, изпратени на Прусия, и жителите му бързо се настройват срещу правителството във Версай. С помощта на революционно настроената национална гвардия и оскъдната редовна войска в града водачите на левите сили се установяват в кметството и обявяват там Парижката комуна. В края на месец май тя е жестоко разгромена от правителствената армия, при което за около седмица са екзекутирани около 20 000 души.
През 90-те години на 19 век Аферата Дрейфус изважда на бял свят последиците от войната, когато в кошче за отпадъци във френското разузнаване са открити тайни съобщения до Германия. Впоследствие Алфред Драйфус е несправедливо осъден за държавна измяна.
Освен град Страсбург и крепостта близо до Мец, Франкфуртският мирен договор предоставя на Германия и областта Елзас и северната част от Горна Лотарингия (Мозел). Загубата на тези територии е повод за негодувание във Франция през идните години и допринася за обществената подкрепа за Първата световна война, в която Франция влиза, заклевайки се да си върне контрола над отнетите земи. Този реваншизъм създава постоянно напрежение в отношенията между Германия и Франция (Френско-германската вражда), което се оказва един от факторите, допринесли за избухването на Първата световна война.

### Обединението на Германия
Създаването на единна Германска империя поставя край на „баланса на сили“, създаден с Виенския конгрес след края на Наполеоновите войни. Страни, в които преди това липсват генерален щаб и система за универсална военна повинност, скоро приемат и двете, заедно с подобрения на тиловото управление на военните действия, военна употреба на железопътните линии и телеграфната система. Всички тези неща се оказват както необходими, така и належащи след германската победа. Германия бързо се превръща в главна сила в Европа с една от най-силните професионални армии в света. Въпреки че Обединеното кралство продължава да бъде доминиращата световна сила, британската намеса в политиката на Европа през XIX век е крайно ограничена, позволявайки на Германия да упражнява голямо влияние над Стария континент. Освен това бракът на кронпринца с дъщерята на кралица Виктория представлява най-видното от многобройните германо-английски взаимоотношения.

### Последните ветерани от войната
- Серафин Прувост (1849 – 1955) – последният френски ветеран.[69]
- Карл Глокнер (1845 – 1953) – последният германски ветеран.[70]